# Leucophora unilineata
Leucophora unilineata este o specie de muște din genul Leucophora, familia Anthomyiidae. A fost descrisă pentru prima dată de Zetterstedt în anul 1838. Conform Catalogue of Life specia Leucophora unilineata nu are subspecii cunoscute.